# Secuencia de Pierre Robin
El síndrome de Pierre Robin es una enfermedad congénita, presente desde el momento del nacimiento, que se caracteriza por anomalías en la cara, la boca y el maxilar inferior. El nombre de la afección proviene del cirujano y estomatólogo francés Pierre Robin (1867–1950).
Los principales síntomas son la existencia de una mandíbula excesivamente pequeña (micrognatismo), una lengua que cae hacia atrás (glosoptosis) y un paladar hendido y arqueado.  Como consecuencia, los niños afectados tienen gran dificultad para la succión y la alimentación. Además la coordinación entre la deglución y la respiración es difícil, produciéndose con frecuencia obstrucciones respiratorias y en ocasiones síncopes vagales.

Para el tratamiento se recomiendan medidas posturales, los bebes deben dormir con la cara hacia abajo para que la fuerza de la gravedad impulse la lengua hacia adelante y la vía aérea permanezca permeable.  A veces es preciso colocar una vía nasofaríngea, es decir realizar una intubación desde la nariz a la faringe, para evitar la obstrucción respiratoria, o bien colocar una sonda nasogástrica para hacer posible la alimentación. Puede ser necesario recurrir a la cirugía, pero hay que tener en cuenta que los problemas respiratorios y de deglución tienden a mejorar con el paso del tiempo, a medida que el maxilar inferior va creciendo.